# Schilf-Graseule

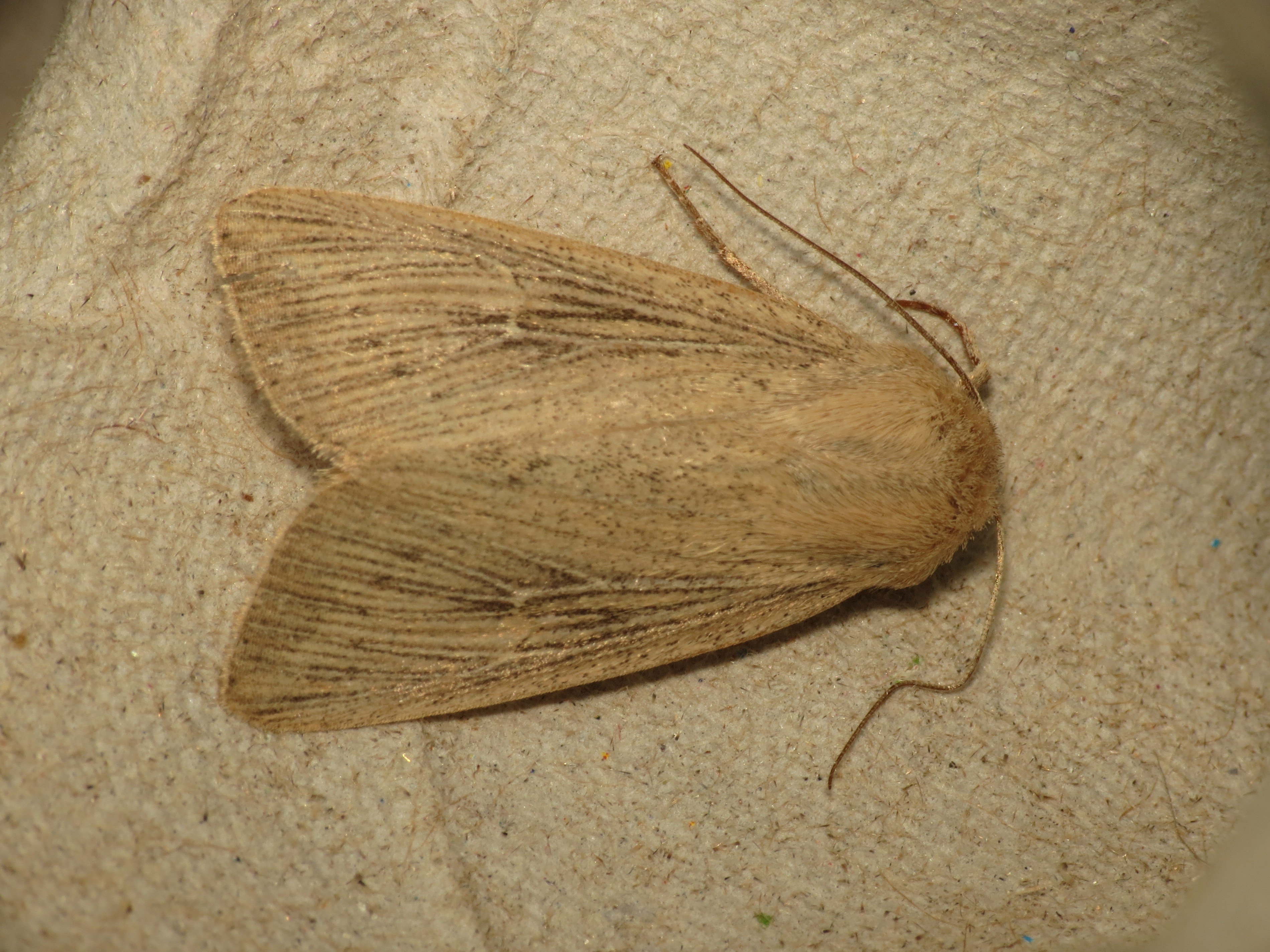
Betäubte oder tote Schilf-Graseule

Die Schilf-Graseule (Leucania obsoleta), zuweilen auch als Röhricht-Weißadereule bezeichnet, ist ein Schmetterling (Nachtfalter) aus der Familie der Eulenfalter (Noctuidae).

## Beschreibung

### Falter
Die Flügelspannweite der Falter beträgt 30 bis 38 Millimeter. Die Farbe der Vorderflügeloberseite variiert von rötlich Grau über Braungrau oder Gelbgrau bis zu hell Beige. Makel fehlen. Die äußere Querlinie wird aus einer Reihe schwarzer Punkte gebildet. Am Ende der Zelle hebt sich ein weißer Punkt hervor. Die hellen Adern sind dunkelbraun eingefasst. An der Saumlinie befindet sich eine Reihe kleiner schwarzer Pfeilflecke. Die Hinterflügeloberseite ist von weißlicher Farbe, in Richtung des Saums ist sie verdunkelt. Die Adern heben sich deutlich ab.

### Raupe
Ausgewachsene Raupen haben eine helle rötlich graue Grundfärbung, sind auf dem Rücken dunkel gesprenkelt sowie mit dünnen hellen Rücken- und Nebenrückenlinien und schmalen ebenfalls hellen Seitenstreifen versehen. Der hellbraune Kopf ist dunkel gegittert.

### Puppe
Die rotbraune, schlanke Puppe ist am Kremaster mit zwei Dornen sowie zwei seitlichen Borsten versehen.

### Ähnliche Arten
Bei Leucania palaestinae sind die Adern der Vorderflügeloberseite auffallend weiß gefärbt. Die Hinterflügeloberseite der kleineren Leucania zeae ist heller als bei Leucania obsoleta.

## Verbreitung und Lebensraum
Die Schilf-Graseule kommt in Europa verbreitet vor. Im Osten erstreckt sich das Verbreitungsgebiet  bis nach Zentralasien. Die Art lebt in Schilfrohrbeständen an Flüssen, Bächen, Seen, Kiesgruben und Mooren sowie in Au- und Bruchwäldern.

## Lebensweise
Die nachtaktiven Falter bilden eine Generation pro Jahr, die in der Regel von Mitte Mai bis Mitte August anzutreffen sind. Sofern noch Exemplare im September oder Oktober erscheinen, dürfte es sich nicht um eine zweite Generation, sondern um verzögert geschlüpfte Stücke handeln. Sie fliegen künstliche Lichtquellen an und besuchen Köder. Die Weibchen legen die Eier in Reihen an den Blättern der Nahrungspflanze ab.  Dabei handelt es sich um Schilfrohr (Phragmites australis). Die ab August lebenden Raupen überwintern erwachsen in Rohrstoppeln, in denen sie sich auch verpuppen.

## Gefährdung
Die Schilf-Graseule kommt in allen deutschen Bundesländern in unterschiedlicher Anzahl vor und gilt nicht als gefährdet.